# Archidoris nobilis
Archidoris nobilis är en snäckart. Archidoris nobilis ingår i släktet Archidoris och familjen Archidorididae. Inga underarter finns listade i Catalogue of Life.